# Ebrahim Ghasempour
Ebrahim Ghasempour (en persa: ابراهیم قاسمپور‎; Abadán, 11 de septiembre de 1957) es un entrenador de fútbol iraní y un exfutbolista de este país.

## Biografía
Jugó en los clubes Sanat Naft FC, FC Pas, Shahbaz FC y Al-Nasr. Fue internacionalmente jugador de la selección iraní de fútbol, y participó en la Copa del Mundo de 1978 celebrada en Argentina.